# Стратиоты
Стратиоты (греч. στρατιώτες) — в Византийской империи воины, набиравшиеся из свободных крестьян, обязанные служить в ополчении фемы. Во главе фемного войска стоял стратиг, в руках которого находилась вся военная и гражданская власть в фемах. Возникновение стратиотского сословия неразрывно связано с созданием в Византийской империи фемной системы.
За свою службу стратиоты получали от государства в наследственное владение земельные наделы, освобождались от всех налогов, кроме поземельного.
Согласно императорским постановлениям, стратиотам воспрещалось продавать имущество, с которого они несли военную службу; военный участок обязательно переходил от отца к сыну с одинаковым обязательством военной службы; в случае дележа участка между несколькими сонаследниками они обязаны были в складчину нести с него службу; частная собственность стратиота, внесенная в военные писцовые книги, также не подлежала отчуждению; от покупки военных участков и права наследования в них устранялись знатные или чиновные лица, митрополит, епископ, монастырь, богоугодные учреждения и т. д.

## Первичные источники
- Nomos Stratiotikos (Воинский закон) — В кн.: Кучма В. В. Военная организация Византийской империи. Спб.: Алетейя, 2001. — С.243-258.
- Стратегикон Маврикия (под ред. В. В. Кучма) — СПб.: Алетейя, 2004. — 256 с.
- Стратегика Никифора II Фоки (Пер. и коммент. А. К. Нефёдкина) — СПб.: Алетейя, 2005. — 288 с.